# Tour de France de 1909
O Tour de France 1909, foi a sétima edição da Volta da França realizada entre os dias 5 de julho e 1 de agosto de 1909.
Foram percorridos 4.488 km, sendo a prova dividida em 14 etapas. O vencedor alcançou uma velocidade média de 28,658 km/h.
Participaram desta competição 150 ciclistas, chegaram em Paris 55 competidores. O vencedor François Faber, ciclista de Luxemburgo, foi o primeiro vencedor estrangeiro da prova.
A largada aconteceu no Pont de la Jatte , e a linha final da competição foi no Parc des Princes.

## Resultados

### Classificação geral

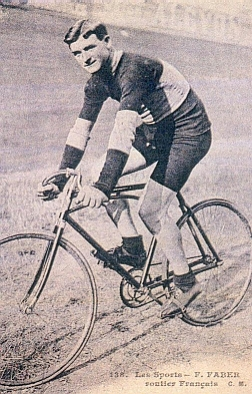
François Faber
ciclista luxemburguês (1887-1915)
1º colocado.

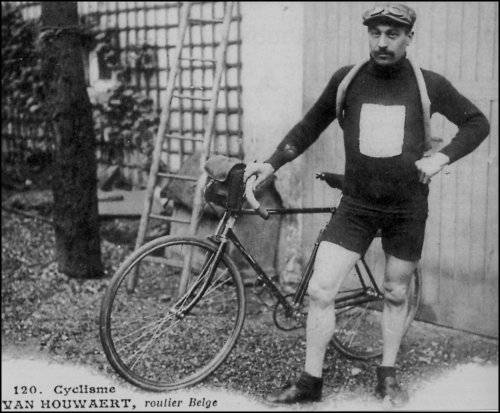
Cyrille Van Hauwaert
ciclista luxemburguês (1883-1974)
5º colocado.

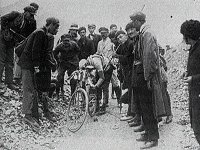
Eugène Christophe
ciclista francês (1885-1970)
9º colocado.

| Posição | Nome                 | País       | Pontos     |
| ------- | -------------------- | ---------- | ---------- |
| 1       | François Faber       | Luxemburgo | 37 pontos  |
| 2       | Gustave Garrigou     | França     | 57 pontos  |
| 3       | Jean Alavoine        | França     | 66 pontos  |
| 4       | Paul Duboc           | França     | 70 pontos  |
| 5       | Cyrille Van Hauwaert | Bélgica    | 92 pontos  |
| 6       | Ernest Paul          | França     | 95 pontos  |
| 7       | Constant Menager     | França     | 102 pontos |
| 8       | Louis Trousselier    | França     | 114 pontos |
| 9       | Eugène Christophe    | França     | 139 pontos |
| 10      | Aldo Bettini         | Itália     | 142 pontos |

### Etapas
| Etapa | Data        | Percurso          | km  | Vencedor da etapa    | Líder classificação geral |
| 1ª    | 5 de julho  | Paris - Roubaix   | 272 | Cyrille Van Hauwaert | Cyrille Van Hauwaert      |
| 2ª    | 7 de julho  | Roubaix - Metz    | 398 | François Faber       | François Faber            |
| 3ª    | 9 de julho  | Metz - Belfort    | 259 | François Faber       | François Faber            |
| 4ª    | 11 de julho | Belfort - Lyon    | 309 | François Faber       | François Faber            |
| 5ª    | 13 de julho | Lyon - Grenoble   | 311 | François Faber       | François Faber            |
| 6ª    | 15 de julho | Grenoble - Nice   | 345 | François Faber       | François Faber            |
| 7ª    | 17 de julho | Nice - Nîmes      | 345 | Ernest Paul          | François Faber            |
| 8ª    | 19 de julho | Nîmes - Toulouse  | 303 | Jean Alavoine        | François Faber            |
| 9ª    | 21 de julho | Toulouse - Baiona | 299 | Constant Ménager     | François Faber            |
| 10ª   | 23 de julho | Baiona - Bordeaux | 269 | François Faber       | François Faber            |
| 11ª   | 25 de julho | Bordeaux - Nantes | 391 | Louis Trousselier    | François Faber            |
| 12ª   | 27 de julho | Nantes - Brest    | 321 | Gustave Garrigou     | François Faber            |
| 13ª   | 29 de julho | Brest - Caen      | 415 | Paul Duboc           | François Faber            |
| 14ª   | 1 de agosto | Caen - Paris      | 251 | Jean Alavoine        | François Faber            |

CR = Contra-relógio individual
CRE = Contra-relógio por equipes